# Megumi Fujii
Megumi Fujii (jap. 藤井 恵, Fujii Megumi; * 26. April 1974) ist eine japanische Mixed-Martial-Arts-Kämpferin (MMA-Kämpferin).
Sie galt über Jahre als die beste MMA-Kämpferin der Welt und blieb in ihren ersten 22 Kämpfen unbesiegt. Im Finale des Frauen-Turniers der dritten Bellator-Staffel musste sie sich im Oktober 2010 gegen Zoila Frausto das erste Mal in ihrer Karriere geschlagen geben.
Sie hält auch Schwarze Gürtel im Judo und Brazilian Jiu-Jitsu.

## Karriere
Fujii feierte ihr Debüt am 5. August 2004 gegen Yumi Matsumoto, das nur 40 Sekunden dauerte. Danach gewann sie gegen Erica Montoya. Nach den Kämpfen gegen Ana Michelle Tavares, Misaki Takimoto, Keiko Tama Chan Tamai und Masako Yoshida etablierte sie sich unter den Top-Kämpferinnen der Welt. Zudem bezwang sie Cody Welchin beim NFF am 10. März 2007. Sie gewann den Kampf durch Armbar Submission in der ersten Runde.
Am 24. August 2007 besiegte Fujii die Amerikanerin Lisa Ward durch Submission in der ersten Runde bei einem BodogFight-Event in Vancouver, British Columbia und Cindy Hales und den koreanischen Star Seo Hee Ham beim Smackgirl World ReMix Grand Prix 2008.
Im November 2008 gewann Fujii gegen Tomoko Morii.
Sie bezwang „Windy“ Tomomi Sunaba durch Armbar Submission in der ersten Runde bei Shooto: Revolutionary Exchanges 3 am 23. November 2009.
Am 6. Mai 2010 wurde angekündigt, dass Fujii bei Bellator 22 im Juni 2010 teilnimmt. Fujii gewann per TKO gegen Sarah Schneider in der dritten Runde. Am 12. August 2010 besiegte sie Carla Esparza per Armbar Submission in der zweiten Runde. Zudem besiegte sie zum zweiten Mal Lisa Ward durch Armbar Submission.
Sie trat gegen Zoila Gurgel im Finale von Bellator 34 am 28. Oktober 2010 an und verlor den Kampf mit einer Split Decision.
Bei dem Kampf gegen Emi Fujino bei World Victory Road Presents: Soul of Fight am 30. Dezember 2010 gewann sie durch Unanimous Decision.
Gegen Karla Benitez bei DREAM – Fight for Japan Genki Desu Ka Omisoka 2011 am 31. Dezember 2011 gewann Fujino durch Armbar Submission.

## MMA-Statistik
| Ergebnis   | Profi-Rekord | Gegner                           | Datum              | Veranstaltung                                          | Methode                                           | Runde | Zeit |
| ---------- | ------------ | -------------------------------- | ------------------ | ------------------------------------------------------ | ------------------------------------------------- | ----- | ---- |
| Sieg       | 1-0          | Yumi Matsumoto                   | 5. August 2004     | Smackgirl – Holy Land Triumphal Return                 | Aufgabe (Rear-Naked Choke)                        | 1     | 0:40 |
| Sieg       | 2-0          | Erica Montoya                    | 6. November 2004   | HOOKnSHOOT – Evolution 2                               | Punktentscheidung (einstimmig)                    | 3     | 5:00 |
| Sieg       | 3-0          | Nadia van der Wel                | 14. Dezember 2004  | Shooto – Year End Show 2004                            | Aufgabe (Armbar)                                  | 1     | 1:43 |
| Sieg       | 4-0          | Ana Michelle Tavares             | 12. März 2005      | G-Shooto – G-Shooto 02                                 | Punktentscheidung (einstimmig)                    | 2     | 5:00 |
| Sieg       | 5-0          | Dah Le Chon                      | 17. Dezember 2005  | G-Shooto – G-Shooto 03                                 | Aufgabe (Rear-Naked Choke)                        | 1     | 0:19 |
| Sieg       | 6-0          | Misaki Takimoto                  | 17. Februar 2006   | Shooto – The Victory of the Truth                      | Technische Aufgabe (Rear-Naked Choke)             | 2     | 4:36 |
| Sieg       | 7-0          | Keiko „Tama Chan“ Tamani         | 30. Juni 2006      | Smackgirl – Top Girl Battle                            | Aufgabe (Armbar)                                  | 1     | 0:53 |
| Sieg       | 8-0          | Serrin Murray                    | 29. November 2006  | Smackgirl – Legend of Extreme Women                    | Aufgabe (Toe Hold)                                | 1     | 0:20 |
| Sieg       | 9-0          | Masako Yoshida                   | 26. Januar 2007    | Shooto – Battle Mix Tokyo 1                            | Aufgabe (Heel Hook)                               | 1     | 0:51 |
| Sieg       | 10-0         | Cody Welchin                     | 10. März 2007      | NFF – The Breakout                                     | Aufgabe (Armbar)                                  | 1     | 2:40 |
| Sieg       | 11-0         | Lisa Ellis                       | 24. August 2007    | Bodog Fight – Vancouver                                | Technische Aufgabe (Armbar)                       | 1     | 4:50 |
| Sieg       | 12-0         | Kyoko Takabayashi                | 8. November 2007   | Shooto – Back To Our Roots 6                           | Punktentscheidung (einstimmig)                    | 2     | 5:00 |
| Sieg       | 13-0         | Mika „Future Princess“ Nagano    | 26. Dezember 2007  | Smackgirl – Starting Over                              | Aufgabe (Triangle Choke)                          | 1     | 1:20 |
| Sieg       | 14-0         | Cindy Hales                      | 14. Februar 2008   | Smackgirl – World ReMix 2008 Opening Round             | Aufgabe (Armbar)                                  | 2     | 0:27 |
| Sieg       | 15-0         | Seo Hee Ham                      | 25. April 2008     | Smackgirl – World ReMix 2008 Second Round              | Aufgabe (Armbar)                                  | 1     | 3:39 |
| Sieg       | 16-0         | Tomoko Morii                     | 16. November 2008  | Jewels – First Ring                                    | Aufgabe (Armbar)                                  | 1     | 1:05 |
| Sieg       | 17-0         | Won Bon Chu                      | 10. Mai 2009       | Shooto – Shooto Tradition Final                        | Aufgabe (Keylock)                                 | 1     | 0:52 |
| Sieg       | 18-0         | Saori „Shooting Star“ Ishioka    | 11. Juli 2009      | Jewels – Fourth Ring                                   | Aufgabe (Armbar)                                  | 2     | 4:17 |
| Sieg       | 19-0         | Tomomi „Windy Tomomi“ Sunaba     | 23. November 2009  | Shooto – Revolutionary Exchanges 3                     | Aufgabe (Armbar)                                  | 1     | 3:24 |
| Sieg       | 20-0         | Sarah „White Tiger“ Schneider    | 10. Juni 2010      | Bellator Fighting Championships 21                     | TKO (Schläge)                                     | 3     | 1:58 |
| Sieg       | 21-0         | Carla „Cookie Monster“ Esparza   | 12. August 2010    | Bellator Fighting Championships 24                     | Aufgabe (Armbar)                                  | 2     | 0:57 |
| Sieg       | 22-0         | Lisa Ellis                       | 30. September 2010 | Bellator Fighting Championships 31                     | Aufgabe (Armbar)                                  | 1     | 1:39 |
| Niederlage | 22-1         | Zoila „Warrior Princess“ Frausto | 28. Oktober 2010   | Bellator Fighting Championships 34                     | Punktentscheidung (geteilt)                       | 5     | 5:00 |
| Sieg       | 23-1         | „The Kamikaze Angel“ Emi Fujino  | 30. Dezember 2010  | SRC – Soul of Fight                                    | Punktentscheidung (einstimmig)                    | 3     | 5:00 |
| Sieg       | 24-1         | Mika „Future Princess“ Nagano    | 9. Juli 2011       | Jewels – 15th Ring                                     | Punktentscheidung (einstimmig)                    | 2     | 5:00 |
| Sieg       | 25-1         | Karla Benitez                    | 31. Dezember 2011  | Dream – Fight for Japan: Genki Desu Ka! New Year! 2011 | Aufgabe (Armbar)                                  | 1     | 1:15 |
| Niederlage | 25-2         | Jessica „Jag“ Aguilar            | 18. Mai 2012       | Bellator Fighting Championships 69                     | Punktentscheidung (einstimmig)                    | 3     | 5:00 |
| Sieg       | 26-2         | Mei „V.V.“ Yamaguchi             | 24. Dezember 2012  | Vale Tudo Japan – VTJ 1st                              | Punktentscheidung (einstimmig)                    | 2     | 5:00 |
| Niederlage | 26-3         | Jessica „Jag“ Aguilar            | 5. Oktober 2013    | Vale Tudo Japan – VTJ 3rd                              | Technische Punktentscheidung (Mehrheitsentscheid) | 2     | 5:00 |